# Баттенберг, Мария
Мария Каролина Баттенберг (нем. Marie Karoline von Battenberg; 15 июля 1852, Женева — 20 июня 1923, Бенсхайм) — немецкая принцесса из семьи Баттенберг, переводчик и писатель.

## Биография
Мария была единственной дочерью принца Александра Гессен-Дармштадтского и его морганатической супруги Юлии фон Гауке, получившей титул принцессы Баттенбергской. Мария и её братья не участвовали в наследовании трона Гессен-Дармштадтского герцогства. Через императрицу Марию Александровну, принцессу Гессенскую, приходилась двоюродной сестрой императору Александру III.
Мария была известным писателем и переводчиком того времени. Её брат Александр стал князем Болгарии в 1879 году. Мария наносила ему визиты и в 1884 году опубликовала воспоминания о своих путешествиях к брату.
Она перевела с английского языка книги «Ворота Рая» и «Мечты Пасхи» Эдит Софии Джейкоб и «Поездка в Сибирь» Кэт Марсден. Под конец жизни она опубликовала свои мемуары о своей жизни и жизни её семьи.
Мария вышла замуж 19 апреля 1871 года за графа Густава Эрбах-Шёнбергского (с 1903 года князь). У них родилось четверо детей:
- Александр Людвиг Альфред Эберхард (1872—1944) — женился на принцессе Елизавете Вальдек-Пирмонтской, имели двух дочерей и двух сыновей.
- Максимилиан (1878—1892) — душевнобольной, умер в 14 лет.
- Виктор (1880—1967) — был женат на графине Елизавете Сечени де Сарвар и Фельсо-Видек, детей не имели.
- Мария Елизавета (1883—1966) — вышла замуж за князя Фридриха Вильгельма Штольберг-Вернигероде, от которого родилось двое детей.

## Титулы
- 15 июля 1852 — 26 декабря 1858: Её Светлость графиня Мария Баттенберг
- 26 декабря 1858 — 19 апреля 1871: Её Светлость Принцесса Мария Баттенберг
- 19 апреля 1871 — 18 августа 1903: Её Светлость графиня Эрбах-Шенберг
- 18 августа 1903 — 20 июня 1923 : Её Светлость княгиня Эрбах-Шенберг